# Sallu
Sallu is een bestuurslaag in het regentschap Timor Tengah Utara van de provincie Oost-Nusa Tenggara, Indonesië. Sallu telt 2001 inwoners (volkstelling 2010).